# A Kiss Before You Go
A Kiss Before You Go är det andra studioalbumet av det norska bandet Katzenjammer. Det släpptes 7 september 2011 genom Propeller Recordings. Det uppnådde sjätte placering på norska VG-listan.

## Låtlista
1. "A Kiss Before You Go" (Text: Mats Rybø/Musik: Anne Marit Bergheim, Mats Rybø) – 1:16
  - Anne Marit Bergheim: sång, celesta, mellotron
  - Solveig Heilo: sång, spikpiano, tuba
  - Turid Jørgensen: huvudsång, kontrabas, dragspel
  - Marianne Sveen: sång, banjo
2. "I Will Dance (When I Walk Away)" (Mats Rybø) – 3:50
  - Anne Marit Bergheim: sång, celesta, dragspel, klockspel, mandolin, munspel, spikpiano
  - Solveig Heilo: huvudsång, gitarr, slagverk, trummor
  - Turid Jørgensen: sång, cittra, gitarr (högsträngad), mandolin
  - Marianne Sveen: sång, bas
3. "Cherry Pie" (Text: Mike Hartung, Marianne Sveen/Musik: Marianne Sveen) – 3:01
  - Anne Marit Bergheim: sång, banjo
  - Solveig Heilo: sång, gitarr
  - Turid Jørgensen: sång, bas
  - Marianne Sveen: huvudsång, piano, ukulele, tvättbräda, vissling
4. "Land of Confusion" (Genesis) – 3:39
  - Anne Marit Bergheim: sång, piano, spikpiano
  - Solveig Heilo: sång, slagverk, trummor
  - Turid Jørgensen: sång, bas
  - Marianne Sveen: huvudsång, elgitarr, gitarr
  - Daniel Herskedal: sousafon
  - Kåre Christoffer Vestrheim: marimba
5. "Lady Marlene" (Solveig Heilo) – 4:35
  - Anne Marit Bergheim: huvudsång
  - Solveig Heilo: sång, harpa, idiofon, mellotron, piano, spikpiano
  - Turid Jørgensen: sång, klockspel
  - Marianne Sveen: sång, banjo
6. "Rock-Paper-Scissors" (Katzenjammer, Robert Ellis Orral) – 3:28
  - Anne Marit Bergheim: sång, fotstamp, mandolin, tumpiano
  - Solveig Heilo: huvudsång, banjo, bulbyler, fotstamp, klarinett, trummor, trumpet
  - Turid Jørgensen: sång, dragspel, klockspel
  - Marianne Sveen: sång, bas, bulbyler, ukulele, tamburin
  - Gunnhild Mathea Olaussen: fiol
  - Mr. Orkester: slagverk
  - Kåre Christoffer Vestrheim: xaphoon
7. "Cocktails and Ruby Slippers" (Mats Rybø) – 3:59 
  - Anne Marit Bergheim: huvudsång, gitarr
  - Solveig Heilo: sång, celesta, klockspel (med hammare), marimba, piano, spikpiano
  - Turid Jørgensen: sång
  - Marianne Sveen: sång, trummor
8. "Soviet Trumpeter" (Text: Mats Rybø/Musik: Anne Marit Bergheim) – 4:12
  - Anne Marit Bergheim: sång, banjo, slagverk (ställ)
  - Solveig Heilo: huvudsång, mandolin, slagverk, spikpiano, tuba, trumpet
  - Turid Jørgensen: sång, kontrabas, cittra (marxophone), dragspel
  - Marianne Sveen: sång, mellotron, piano, slagverk
9. "Loathsome M" (Mats Rybø) – 2:41
  - Anne Marit Bergheim: sång, elgitarr, tamburin
  - Solveig Heilo: sång, banjo, Dobro-gitarr
  - Turid Jørgensen: huvudsång, bas
  - Marianne Sveen: sång, gitarr, gitarr (högsträngad), trummor
10. "Shepherd's Song" (Marianne Sveen) – 3:08
  - Anne Marit Bergheim: sång, elgitarr, mandolin, piano
  - Solveig Heilo: sång, harpa, klockspel, trummor
  - Turid Jørgensen: sång, bas, dragspel
  - Marianne Sveen: huvudsång, banjo, gitarr (högsträngad), domra, slagverk
  - Daniel Herskedal: sousafon
  - Gunnhild Mathea Olaussen: fiol
  - Kåre Christoffer Vestrheim: munspel
11. "Gypsy Flee" (Mats Rybø) – 2:54
  - Anne Marit Bergheim: sång, piano
  - Solveig Heilo: sång, klockspel, marimba, slagverk, trummor
  - Turid Jørgensen: sång, bas
  - Marianne Sveen: gitarr (högsträngad)
  - Gunnhild Mathea Olaussen: fiol
  - Dweezil Zappa: elgitarr
12. "God's Great Dust Storm" (Mats Rybø) – 4:06
  - Anne Marit Bergheim: sång
  - Solveig Heilo: sång, slagverk
  - Turid Jørgensen: sång
  - Marianne Sveen: huvudsång